# Valdaone
Valdaone (im Trentiner Dialekt: Valdaùn) ist eine  italienische Gemeinde (comune) mit 1148 Einwohnern (Stand 31. Dezember 2023) in der Provinz Trient, Region Trentino-Südtirol. Sie gehört der Talgemeinschaft Comunità delle Giudicarie an.

## Geographie
Die Gemeinde liegt etwa 40 km südwestlich von Trient in den Inneren Judikarien am Fluss Chiese auf 767 m s.l.m. an der Mündung des Val Daone in das Val di Chiese. Das Gemeindegebiet erstreckt sich westlich mit dem Val Daone und dem anschließenden nördlich verlaufenden Val di Fumo in die Adamellogruppe bis zu Füßen des Carè Alto 3465 m einer der Hauptgipfel der Gruppe. Im Westen grenzt sie an die Provinz Brescia in der Lombardei. Die Streugemeinde Valdaone setzt sich aus den Fraktionen Bersone, Daone (Gemeindesitz), Praso, Sevror zusammen. 

## Geschichte
Die Gemeinde Valdaone entstand mit Wirkung zum 1. Januar 2015 durch den Zusammenschluss der Gemeinden Bersone, Daone und Praso.

## Gemeindepartnerschaft
- Alviano,  (Umbrien), seit 2002

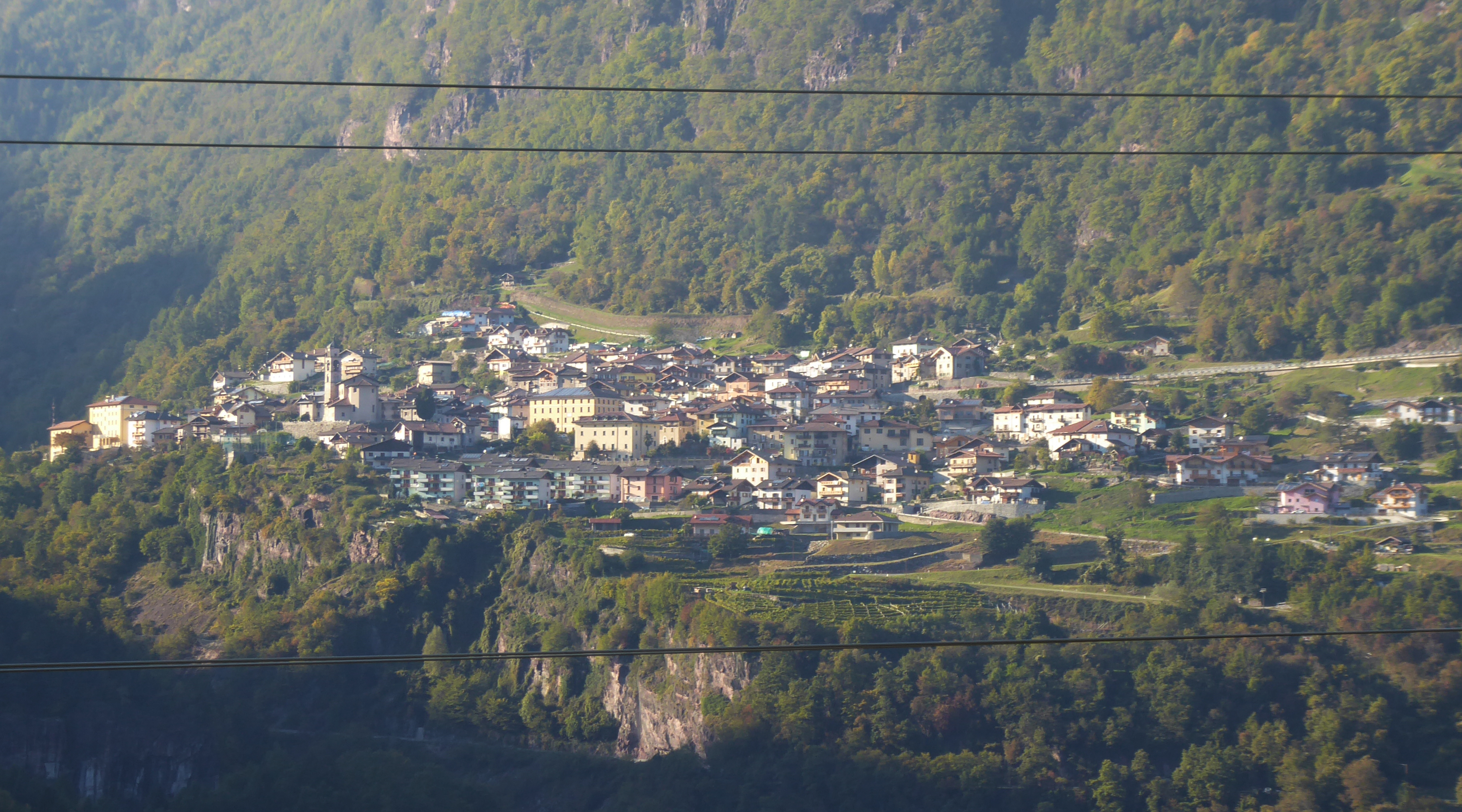
Ortsteil Daone
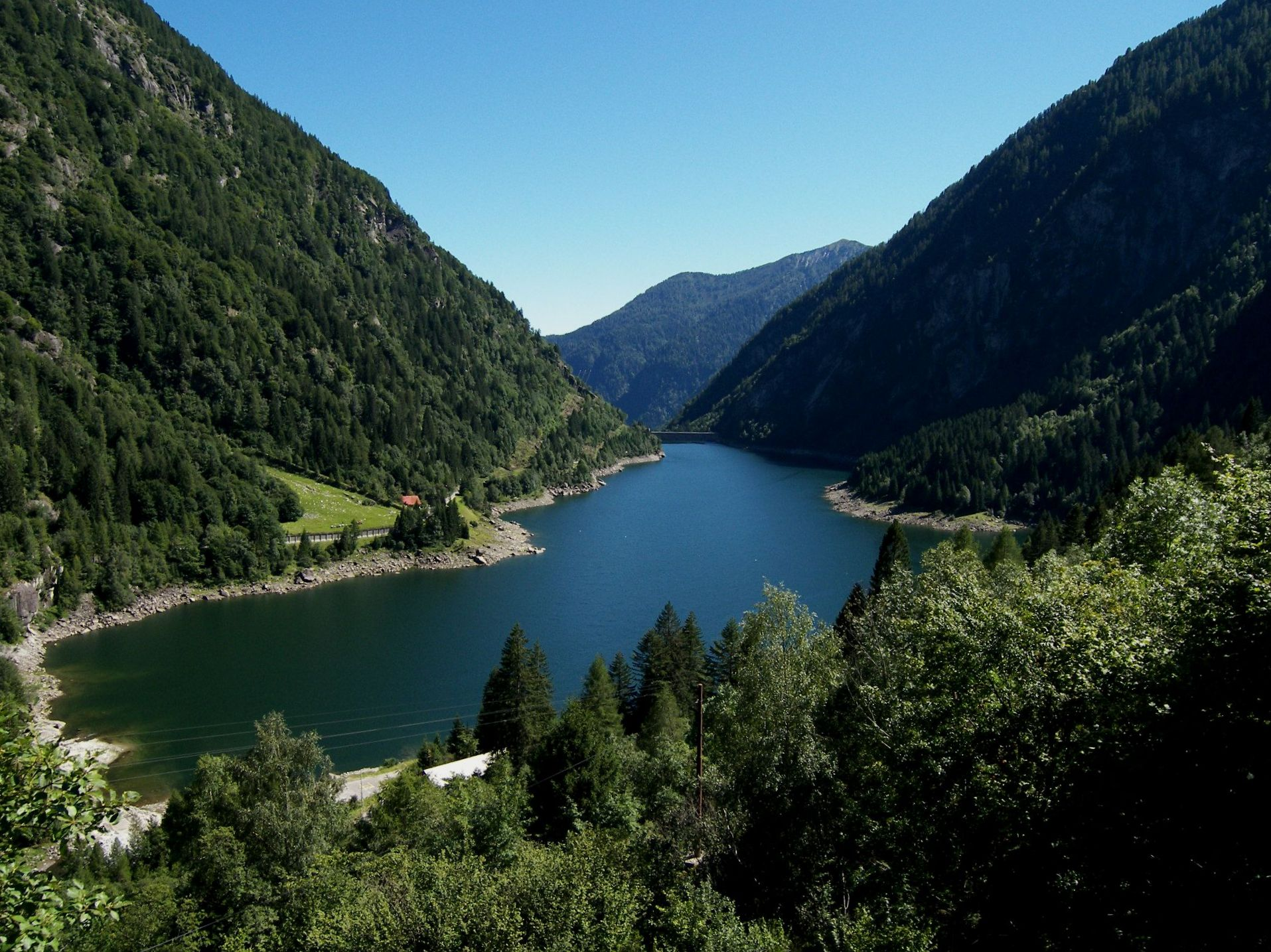
Lago di Malga Boazzo
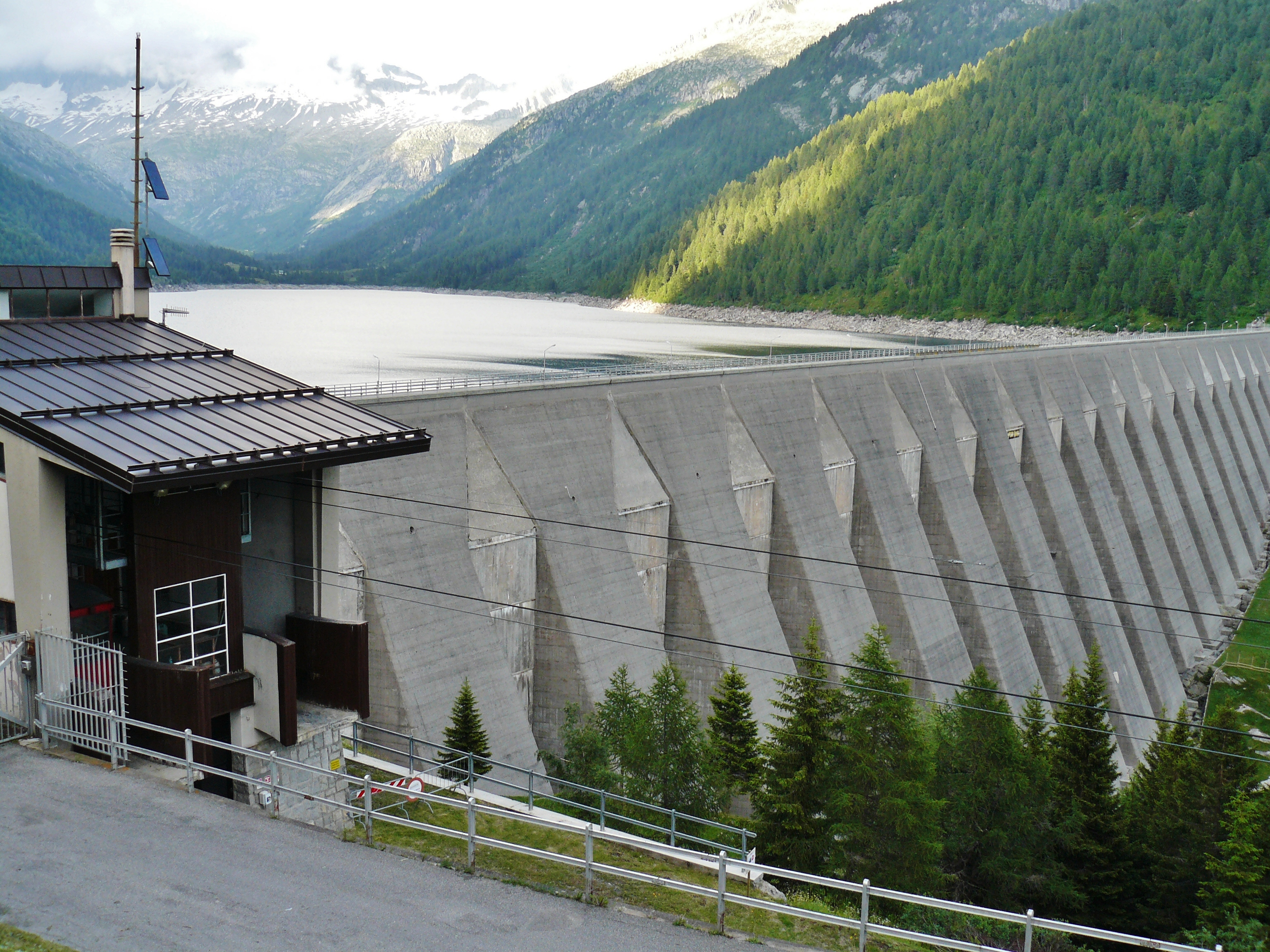
Stausee Bissina
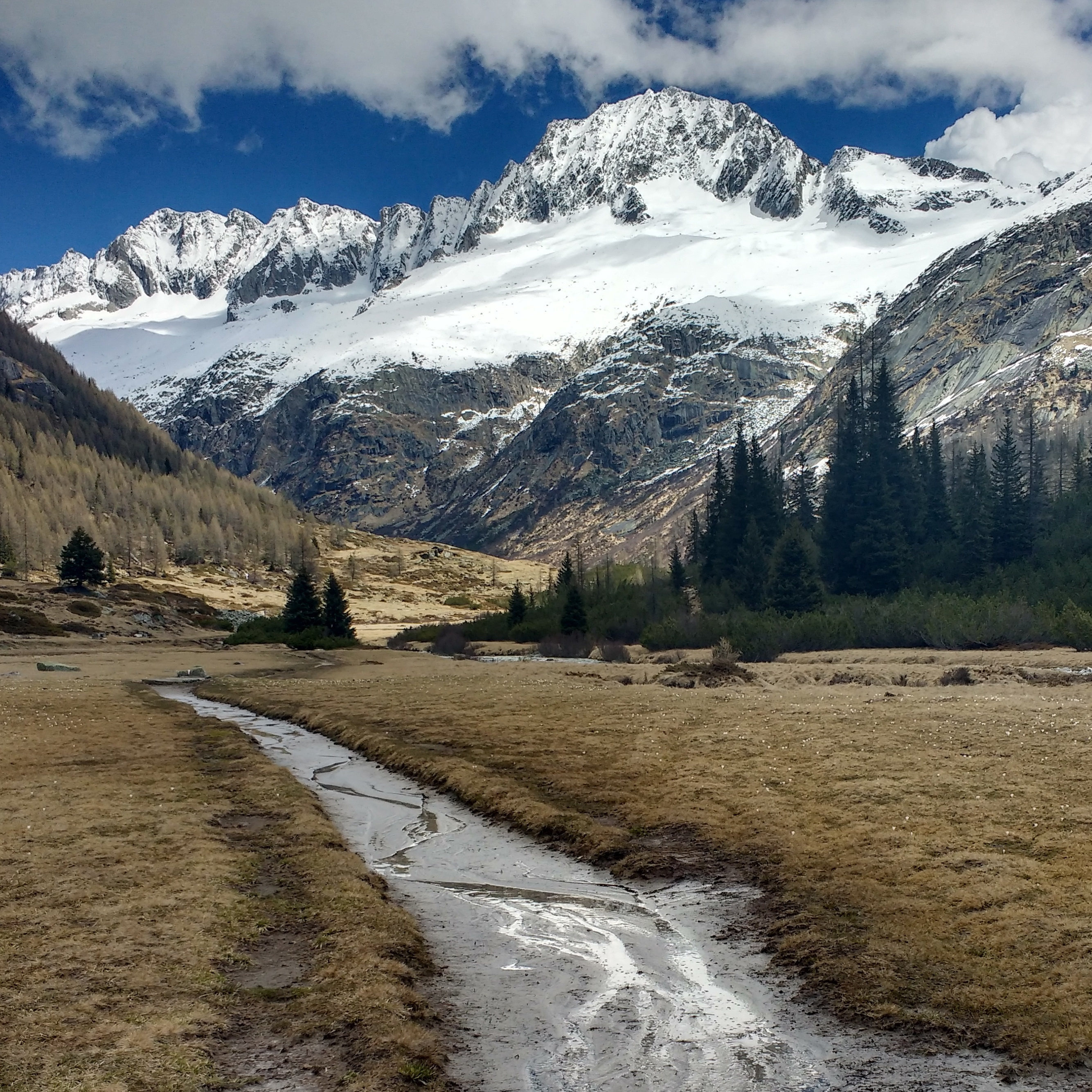
Val di Fumo mit Carè Alto